# Johann Christian von Zerssen
Johann Christian von Zerssen (* 5. November 1813 in Eckernförde; † 16. Mai 1865 in Rendsburg) war ein schleswig-holsteinischer Kaufmann. 1839 war er Namensgeber und Mitbegründer der Reederei Zerssen.

## Leben
Zerssen besuchte ein Gymnasium in Rendsburg. Am 1. Januar 1839 gründete er gemeinsam mit Johann Paap die Firma Zerssen & Co., Maklerei, Spedition und Reederei. Ebenfalls 1839 heiratete Zerssen Catharina Paap, eine Nichte von Johann Paap, und wurde Bürger von Rendsburg.
1842 wurde er zum belgischen Konsul ernannt und 1853 zum Konsul der Niederlande. 1859 gründete sich in Rendsburg der "Schiffer-Assekuranz-Verein", dem Zerssen vorsaß. Sein gesamtes Berufsleben kämpfte er gegen Gebühren und Warenzölle an, mit denen die dänische Regierung den Eiderkanal unattraktiv machen wollte. Zerssen förderte auch den Bau der Eisenbahnlinie zwischen Rendsburg und Eckernförde.
Von Zerssen hatte eine Tochter namens Maria Catharina Friedericia (* 28. September 1841 in Rendsburg; † 1913 ebenda), die den Kaufmann Thomas Johann Gottfried Hollesen heiratete.

## Auszeichnungen
- Ritter des Ordens vom Niederländischen Löwen
- Ritter des belgischen Leopoldsordens